# Caprella fretensis
Caprella fretensis är en kräftdjursart som beskrevs av Stebbing 1878. Caprella fretensis ingår i släktet Caprella och familjen Caprellidae. Inga underarter finns listade i Catalogue of Life.